# Thinking Aloud Test
Bei einem Thinking-Aloud-Test handelt es sich um ein psychologisches Experiment, das es ermöglicht, die Benutzerfreundlichkeit einer Benutzeroberfläche festzustellen.
Dabei stellt ein Team aus Usability-Experten eine oder mehrere wahrscheinliche Zielgruppen zusammen und engagiert aus jeder Zielgruppe 4 bis 5 Testbenutzer (Studien haben gezeigt, dass bei fünf Testbenutzern meist bereits ca. 80 % aller Probleme gefunden werden). Die Testuser werden meist einzeln vor ein interaktives Testsystem gesetzt, auf dem sie einige typische Aufgaben lösen sollen. Dabei werden sie gefilmt und aufgefordert laut mitzudenken (daher der Name Thinking Aloud Test).
Bei dem Testsystem muss es sich zumindest um einen interaktiven Prototyp handeln, der jedoch nicht vollständig implementiert sein muss, sondern es kann die Interaktivität auch dadurch erreicht werden, in dem ein Mitglied des Usability-Experten-Teams entsprechend „bemalte“ Kartonkarten auf einen Tisch legt.
Die aus diesem Experiment gewonnenen Erkenntnisse sind dabei nahezu ausschließlich subjektive Eindrücke der Testuser. Es ist nicht möglich, innerhalb eines Thinking Aloud Tests auch die Effizienz des Testsystems festzustellen, da die Verzögerungen, die das laute Mitdenken bewirkt, diese unkalkulierbar beeinflusst.
Ein großes Problem bei einem Thinking-Aloud-Test ist, dass viele Testbenutzer mit der Zeit verstummen, da sie es nicht gewöhnt sind, alles, was sie denken, zu kommentieren. Um diesem Phänomen vorzubeugen, kann man beispielsweise zwei Tester gleichzeitig an ein System setzen, wodurch der Gesprächsfluss aufrechterhalten wird.